# 虢叔
虢叔（かくしゅく）は、周の文王の弟で、季歴の三男。虢仲とともに文王の卿士。また、西虢の初代君主。
周の武王が紂王の殷を討伐し滅亡させると、虢叔と虢仲は虢の国君に封じられた。その中で虢叔被が封じられた雍地は西虢、虢仲が封じられた制地（現在の河南省滎陽市）は東虢と称された。東、西の虢は王畿の左右に位置し、周王室の藩屏となった。

## 東虢・西虢の始君問題
東虢と西虢の封君には諸説がある。

### 一
第一に虢叔が西虢に、虢仲が東虢に封じられた説。こちらの説のほうが有力である。
《春秋左氏伝》僖公五年には「虢仲封東虢，制是也」。
《国語・鄭語》の注は「東虢也，虢仲之後，姫姓也」。
《水経注・渭水注》巻十八では「《太康地記》曰：虢叔之国矣，有虢宮，平王東遷，叔自雍（雍県）之上陽為南虢矣」。
《括地志》では「虢故城在岐州陳倉県東四十里，次西十餘里又有城，亦名虢城」。
《史記・秦本紀》正義では「《輿地志》云：此虢，文王母弟虢叔所封，是曰西虢」。
《史記・周本紀》集解引韋昭では「文公，虢叔之後，西虢也」。
《太平環字記》巻三十には「鳳翔府虢県，古虢国之地也，即周文王弟虢叔所封，是曰西虢」。
《元和郡県志》等の文献にも相似した記載がある。
また、近人の陳夢家もこの説に賛同している。
李学勤の《西周中期青銅器的重要標尺》の一文に「西周時期有両個虢国，始封是文王両弟虢仲、虢叔。虢仲封東虢，在今河南滎陽；虢叔封西虢，在今陝西宝鶏東」とある。
梁寧森の《虢国研究》の一文に「西虢所處戦略地位重要，承擔的任務特殊性的需要，始封君只能是一位與周王室関係密切，徳高望重，能征能戦的人物，這位人物也只能是虢叔，而非虢仲」とある。

### 二
第二に虢仲が西虢に、虢叔が東虢に封じられた説。
《郡国志》では「滎陽有虢亭，虢叔国」。
杜預《左伝正義》隠公元年の注に「虢叔，東虢君也，恃岩険而不修徳，鄭滅之……虢国今滎陽県」。
《太平御覧》巻一百五十九，《太平環字記》巻六虢州《帝王世紀》の記載には「封虢叔于東虢，即城皋是也」。
《括地志》では「洛州汜水県，古東虢叔之国，東虢君也」。
《国語・周語上》賈逵注では「文公，文王母弟虢仲之後，為王卿士」。
《史記・周本紀》集解引賈逵では「文公，文王母弟虢仲之後」。
韋昭《国語・周語上》の注では「〔虢文公〕，虢叔之後，西虢也。及宣王即位定都鎬，在畿内也」。
近人の郭沫若は《班簋的再発現》の一文中でこの説に賛同しており、虢文公は西虢の君の後裔と認め、西虢の始封君は虢仲としている。